# Dinomischus
Dinomischus (del gr. dinos, «copa» y mischos, «tallo») es un género extinto de animales del período Cámbrico. Era un organismo sésil de alrededor de 20 mm de tamaño, unido al sustrato marino a través de un tallo. Probablemente era un organismo filtrador.

## Descubrimiento e investigación
Fue descubierto en las primeras excavaciones en el esquisto de Burgess, realizadas por el paleontólogo Charles D. Walcott en la década de 1910, pero no fue hasta en 1977 que Simon Conway Morris describió al animal. 
Posteriormente se hallaron dos especímenes más, recogidos por expediciones de los equipos de Harvard y del Museo Real de Ontario, lo que permitió producir una reconstrucción. Desde entonces otros ejemplares han sido hallados en yacimientos de China, específicamente en los esquistos de Maontianshan, Chengjiang.

## Morfología
La morfología de Dinomischus consistía en un cuerpo de simetría radial con forma de cáliz, rodeado de 18 estructuras con forma de pétalo denominadas «brácteas», en referencia a un tipo de hoja que poseen ciertas plantas. El cuerpo se encuentra unido al fondo marino a través de un tallo delgado que finalizaba en una estructura bulbosa, la cual servía de fijación al sustrato. Las 18 brácteas representaban alrededor de 2/3 de la longitud del cáliz. La base del cáliz consta de una estructura cónica de soporte en cuyo interior se alojan unos elementos interpretados como el aparato digestivo del animal, compuesta por un pequeño saco estomacal seguido de un intestino en forma de "U".
Sin embargo nuevos estudios desde 2019 han redefinido la morfología de Dinomischus, en particular debido a más ejemplares mejor conservados ahora se interpreta como un organismo parecido a un pólipo con una única apertura en un sistema digestivo cerrado en lugar de un tubo digestivo en forma de "U", perdiendo su afinidad con entoproctos.

## Paleoecología
Debido a que las brácteas presentes en el cáliz de Dinomischus carecen de articulaciones y su fisiología no parece estar adaptada para digerir organismos de significativo tamaño, se cree que no pudo haber sido un depredador sésil sino un filtrador sésil que se alimentaba de partículas orgánicas capturadas por sus brácteas. Se especula que las brácteas pudieron estar cubiertas por cilios que habrían conducido los alimentos hacia la boca del organismo.

## Filogenia
Los organismos más similares a Dinomischus en morfología externa son los entoproctos (que son animales microscópicos). Otros animales sésiles descubiertos en el esquisto de Burgess como Siphusauctum gregarium comparten algunas características como la presencia de un tallo, el cáliz y elementos similares a brácteas pero difieren en otras, ya que este presenta múltiples aberturas en la base del cáliz, carencia de piezas esclerotizadas, un ano en la parte superior, y una gran estructura interna de seis brácteas interpretado como un órgano filtrador. Dinomischus también ha sido comparado con Eldonia y Velumbrella, aunque estos organismos poseen tentáculos.
En 2019 se planteó la hipótesis de que Dinomischus y otras formas del Cámbrico pertenecen al grupo troncal del filo Ctenophora. Esto implicaría que los ctenóforos evolucionaron a partir de formas inmóviles y suspensívoras, que es un estilo de vida similar al de los pólipos. Dinomischus ha sido agrupado junto con los géneros Xianguangia y Daihua por presentar muchas características morfológicas y fisiológicas en común, además de estar respaldado por análisis filogenéticos.